# منتخب كاليدونيا الجديدة لكرة اليد للسيدات
منتخب كاليدونيا الجديدة لكرة اليد للسيدات هو ممثل كاليدونيا الجديدة الرسمي في المنافسات الدولية في كرة اليد للسيدات
.